# Pristaulacus africanus
Pristaulacus africanus är en stekelart som först beskrevs av Charles Thomas Brues 1924.  Pristaulacus africanus ingår i släktet Pristaulacus och familjen vedlarvsteklar. Inga underarter finns listade i Catalogue of Life.